# Tiny house-mozgalom

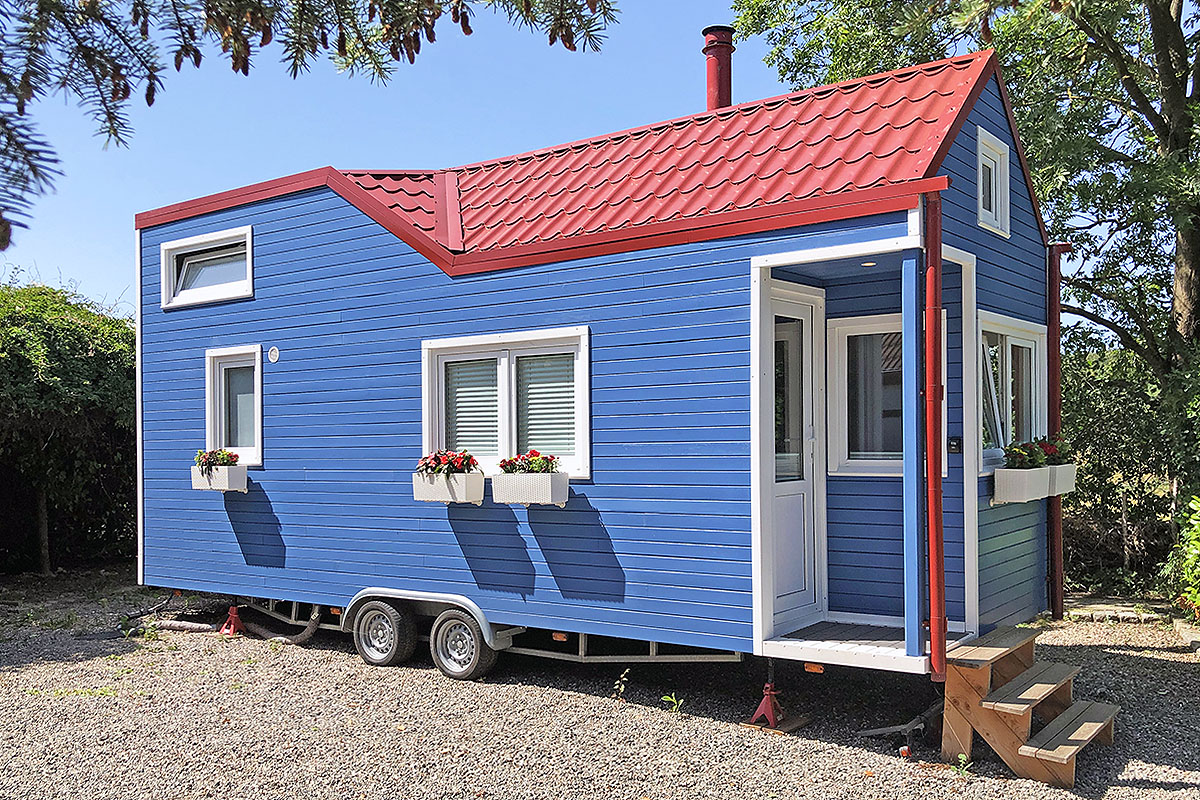
Miniház

A tiny house-mozgalom (apró ház, miniház mozgalom) egy építészeti és társadalmi trend, amelynek fókuszában a miniházak, és az ezzel járó életmód-elvek állnak: költséghatékonyság, minimalizmus, környezettudatosság, mobilitás, szabadság.

## Jellemzői
A miniházak esetében a mini maximum 40 m²-t jelent. Hagyományosabb formában lehet alapokra telepített, vagy lehet kerekeken, utánfutón. Leggyakrabban miniház alatt olyan apró házakat értünk, amelyeket a közúti szabályozásnak megfelelően vontatni lehet, külön engedélyek nélkül. Magyarországon szélességük maximum 255, magasságuk az úttesttől számítva 400 cm, hosszuk akár 10 m is lehet.[forrás?]
Az apró házak jellegzetessége, hogy megjelenésükben, stílusukban – legtöbb esetben – a hagyományos házakra hasonlítanak, nagyon esztétikusak, a minőség jegyében épülnek.
Apró házat ideiglenes, vagy állandó olcsóbb lakhatás céljából választanak, lakókocsi helyett, meglévő épület bővítése céljából, befektetés-, nyaraló gyanánt, idős szülők, vagy gyerekek részére a meglévő fő ház mellé, illetve home office-ként is népszerű.
A kicsire váltás során elkerülhetetlenül át kell gondolni, mik a legfontosabb dolgok az életben, egy lelki és fizikai lomtalanítás után sok miniház lakó nagymértékű boldogságról számol be.

## Háttér
Az angolul tiny house movement-nek nevezett társadalmi mozgalom az Egyesült Államokból indult. Az elmúlt évtizedekben egyre kevésbé volt jellemző a generációk együttélése, ennek ellenére a házak alapterülete egyre nőtt. Az USA-ban, 2007-ben az átlagos lakásméret több mint 230 nm volt. Az apró házak népszerűsége a 2007–2009-es gazdasági válság idején robbanásszerűen megnőtt.

## Történet
David Thoreau, 1854-ben megjelent, Walden című műve tekinthető a tiny house-mozgalom origójának. Thoreau két évig és két hónapig lakott egy 14 nm-es házikóban, amelyben mindössze egy tűzhely, egy asztal, egy szék és egy ágy volt. A két év tapasztalatából született meg a könyve. A mű népszerű volt, de 100 évnek kellett eltelnie ahhoz, hogy valami megmoccanjon a világban. 
Sarah Susanka, angol építész „The Not So Big House: A Blueprint for the Way We Live” c. könyve 1998-ban jelent meg. Susanka arra hívta fel a háztulajdonosok figyelmét, hogy a mennyiség helyett figyeljenek a minőségre, szerinte a nagy tereket jól használható kisebb terekre kell váltani, és ebben a tervezésnek nagy szerepe van. 
2000-ben, Jay Shafer, egy Iowa-i egyetemi tanár saját építésű miniháza címlap sztori lett a Des Moines Register újságban „Home Sweet Hut”, azaz „Otthon, édes kunyhó” címen. Jay Shafer háza a hagyományos családi házakhoz hasonlított, csak sokkal kisebb változatban. A tiny house-mozgalom egy újabb fordulópontja 2007 februárjában következett be, amikor Oprah Winfrey műsorában Jay Shafer is megjelent. »Azon túl, hogy ennél többre nincs szükségem, szeretem azt az elvet, hogy amim van, az inkább minőség legyen, mint mennyiség. Kicsiben élni tulajdonképpen luxus, abban az értelemben, hogy most nagyon sok időm van, ami korábban nem volt. Most már arra összpontosíthatok, amire akarok, ahelyett, hogy fizessem a hitelrészleteket, vagy gondozzam a házat.« - mondja Shafer a videóban. 
2008-ban jelent meg Gregory Johnson, „Put Your Life On a Diet: Lessons Learned from Living in 140 Square Feet” c. könyve. 

## Média
Az miniházak egyre nagyobb médiafigyelmet kapnak. Bryce Langston YouTube csatornája 2014 óta több milliós nézettséget ért el  
A „Tiny House Nation” és „Tiny House Hunters” népszerű valóságshow-k a témában.

## Tiny house-mozgalom a világban
A tiny house-mozgalom első sorban az Egyesült Államokban pezseg, de jelentős érdeklődés mutatkozik más fejlett országokban is. 2019 szeptemberében, Franciaországban a „Ty Village” megnyitotta kapuit Bretagne-ban. Archiválva 2021. március 15-i dátummal a Wayback Machine-ben
A németországi Vauban közösségnek 5500 lakosa van. Archiválva 2021. április 6-i dátummal a Wayback Machine-ben  Archiválva 2021. április 6-i dátummal a Wayback Machine-ben
Svédországban egy séf pár apró házakat adnak ki az erdőben, hogy bebizonyítsák, a luxus és az ökotudatosság együtt járhatnak.  Archiválva 2018. július 13-i dátummal a Wayback Machine-ben Archiválva 2018. július 13-i dátummal a Wayback Machine-ben
Angliában 2009 óta működik a Tiny Eco Homes UK . Házaikat Európa szerte állandó lakhelyként használják. 
Magyarországon 2020 óta működik a Zombory András és társai által alapított Tiny House Manufaktúra Kft.,  elsőként kezdett tréleren vontatható tiny house-okat gyártani egyedi igények alapján és pár hónap alatt több tízezer emberrel ismertették meg az apró házakat.